# U-67 (1940)
U-67 — большая океанская немецкая подводная лодка типа IX-C, времён Второй мировой войны. 
Введена в строй 22 января 1941 года. Входила в 2-ю флотилию. Совершила 7 боевых походов, потопила 13 судов (72 138 брт), повредила 5 судов (29 726 брт). Погибла 16 июля 1943 года в Саргассовом море от глубинных бомб сброшенных с самолёта Grumman TBF Avenger, погибло 48 человек.

## Боевой путь
16 февраля 1942 года U-67 участвовала в нападении на Арубу. U-67 под командованием капитана Гюнтера Мюллер-Штёкхейма атаковала этим утром два танкера у берегов Кюрасао. Штёкхейм выпустил четыре торпеды по танкерам в Виллемстаде. Все четыре торпеды не смогли поразить свои цели. Штёкхейм попытался снова и выпустил две торпеды из кормовых аппаратов по нидерландскому танкеру «Rafael»; одно попадание сильно повредило танкер. Затем U-67 ускользнула, не подозревая, что за ней вылетел A-20 Havoc. Самолет сбросил заряды, состоящие из осветительных ракет и обычных бомб, но бомбы не попали в подлодку, и она покинула Арубу без повреждений.